# ザ・オーダー 暗黒の世界
『ザ・オーダー 暗黒の世界』（原題: The Order）は、2019年から2020年に放送されたアメリカ合衆国のテレビドラマシリーズ。秘密結社に入団した主人公の戦いを描く。デニス・ヒートンが製作を務め、ジェイク・マンリー、サラ・グレイ、サム・トラメル、マット・フルーワー、マックス・マーティーニらが出演する。2019年3月7日に第1シーズンがNetflixから全世界へ同時配信された。2020年6月18日に第2シーズンが配信された。2020年11月14日、打ち切りが発表された。

## あらすじ
大学生ジャック・モートンは魔法を扱う秘密結社に入団し、人狼(じんろう)と黒魔術師の戦いの秘密を明らかにする。

## 登場人物

### メインキャスト
ジェイク・マンリー
役: ジャック・モートン、吹替: 梶裕貴（シーズン1）→下野紘（シーズン2）
サラ・グレイ
役: アリッサ・ドレイク、吹替: 牛田裕子
サム・トラメル
役: Eric Clarke、吹替:
マット・フリューワー
役: ピート・モートン、吹替: 塾一久
マックス・マーティーニ
役: エドワード・コベントリー、吹替: 塾一久

### リカーリング
キャサリン・イザベル
役: ヴェラ・ストーン、吹替: 今泉葉子
アダム・ディマルコ
役: ランドール・カーピオ、吹替: 金城大和
デヴァリー・ジェイコブス
役: Lilith Bathory、吹替: 黒木沙織
トーマス・エルムズ
役: ヘイミッシュ・デューク、吹替: 宮本昌輝
ロリーザ・トロンコ
役: Gabrielle Dupres、吹替: 沼田智佳
アンドレス・コランテス
役: Diego Nunez、吹替: 東和良
マット・ヴィッサー
役: Weston、吹替:
アジャイ・フリーセ
役: Amir、吹替:
フェイバー・オンワカ
役: ドレア、吹替: 黒木沙織
ジェディダイア・グッドエイカー
役: カイル、吹替: 森山智寛
ショーン・デップナー
役: Jonas、吹替:
ジュエル・ステイト
役: Renee Marand、吹替:
アーロン・ヘイル
役: ブランドン、吹替: 福西勝也
クリスチャン・マイケル・クーパー
役: Maddox Coventry、吹替: 沼田智佳
タイ・ウッド
役: Gregory、吹替:
ディラン・プレイフェア
役: Clayton "Clay" Turner、吹替: 片山公輔

## エピソード
| シーズン | シーズン | 話数 | 話数 | 放送期間      | 放送期間      |
| -------- | -------- | ---- | ---- | ------------- | ------------- |
|          | 1        | 10   | 10   | 2019年3月7日  | 2019年3月7日  |
|          | 2        | 10   | 10   | 2020年6月18日 | 2020年6月18日 |

＊各シーズン全話一挙配信

### シーズン1 (2019)
| 通算 話数 | シーズン 話数 | タイトル                                              | 監督             | 脚本               | 公開日       |
| --------- | ------------- | ----------------------------------------------------- | ---------------- | ------------------ | ------------ |
| 1         | 1             | "入団儀式: 前編" "Hell Week, Part One"                | David Von Ancken | Dennis Heaton      | 2019年3月7日 |
| 2         | 2             | "入団儀式: 後編" "Hell Week, Part Two"                | David Von Ancken | Shelley Eriksen    | 2019年3月7日 |
| 3         | 3             | "倫理学入門: 前編" "Introduction To Ethics, Part One" | Kristin Lehman   | Rachel Langer      | 2019年3月7日 |
| 4         | 4             | "倫理学入門: 後編" "Introduction To Ethics, Part Two" | Kristin Lehman   | Jennica Harper     | 2019年3月7日 |
| 5         | 5             | "同窓会: 前編" "Homecoming, Part One"                 | レスリー・ホープ | Jason Filiatrault  | 2019年3月7日 |
| 6         | 6             | "同窓会: 後編" "Homecoming, Part Two"                 | レスリー・ホープ | Penny E. Gummerson | 2019年3月7日 |
| 7         | 7             | "専攻未定: 前編" "Undeclared, Part One"               | Rachel Leiterman | Jennica Harper     | 2019年3月7日 |
| 8         | 8             | "専攻未定: 後編" "Undeclared, Part Two"               | Rachel Leiterman | Rachel Langer      | 2019年3月7日 |
| 9         | 9             | "最終試験: 前編" "Finals, Part One"                   | Mathias Herndl   | Shelley Eriksen    | 2019年3月7日 |
| 10        | 10            | "最終試験: 後編" "Finals, Part Two"                   | Mathias Herndl   | Dennis Heaton      | 2019年3月7日 |

### シーズン2 (2020)
| 通算 話数 | シーズン 話数 | タイトル                                             | 監督             | 脚本                                   | 公開日        |
| --------- | ------------- | ---------------------------------------------------- | ---------------- | -------------------------------------- | ------------- |
| 11        | 1             | "自由で過激に: 前編" "Free Radicals, Part One"       | レスリー・ホープ | Dennis Heaton                          | 2020年6月18日 |
| 12        | 2             | "自由で過激に: 後編" "Free Radicals, Part Two"       | レスリー・ホープ | Dennis Heaton                          | 2020年6月18日 |
| 13        | 3             | "恐怖そのもの: 前編" "Fear Itself, Part One"         | Mathias Herndl   | Shelley Eriksen                        | 2020年6月18日 |
| 14        | 4             | "恐怖そのもの: 後編" "Fear Itself, Part Two"         | Mathias Herndl   | Shelley Eriksen                        | 2020年6月18日 |
| 15        | 5             | "共同体: 前編" "The Commons, Part One"               | Marita Grabiak   | Jason Filiatrault                      | 2020年6月18日 |
| 16        | 6             | "共同体: 後編" "The Commons, Part Two"               | Marita Grabiak   | Penny E. Gummerson                     | 2020年6月18日 |
| 17        | 7             | "謎の現象: 前編" "Spring Outbreak, Part One"         | Mark Chow        | Gorrman Lee                            | 2020年6月18日 |
| 18        | 8             | "謎の現象: 後編" "Spring Outbreak, Part Two"         | David Von Ancken | 原案 : Kat Sieniuc 脚本: Rachel Langer | 2020年6月18日 |
| 19        | 9             | "新しい教団と規律: 前編" "New World Order, Part One" | Kristin Lehman   | Jason Filiatrault                      | 2020年6月18日 |
| 20        | 10            | "新しい教団と規律: 後編" "New World Order, Part Two" | Kristin Lehman   | Dennis Heaton Shelley Eriksen          | 2020年6月18日 |

## 製作
2018年4月17日、Netflixは本作の製作を発表した。デニス・ヒートンが脚本とエグゼクティブ・プロデューサーを務め、制作会社にはカナダのNomadic Pictures Entertainmentが参加した。第1シーズンの制作は2018年4月18日にブリティッシュコロンビア州バンクーバーで開始され、7月20日に終了した。2019年3月28日、第2シーズンに更新されることが発表された。第2シーズンの撮影は2019年8月6日に開始され、2019年11月7日に終了した。

## 評価

### 批評
本作は批評家から肯定的な評価を受けている。第1シーズンは批評集積サイトのRotten Tomatoesに6件のレビューがあり、批評家支持率は100%、平均点は10点満点で7.5点となっている。